# 秋田県道210号金光寺能代線
秋田県道210号金光寺能代線（あきたけんどう210ごう きんこうじのしろせん）は、秋田県山本郡三種町から能代市に至る一般県道である。

## 概要
山本郡三種町豊岡金田で秋田県道4号能代五城目線交点から路線が始まり、すぐに秋田県道211号金光寺鵜川線と分岐し、JR東日本・奥羽本線と交差して北西方向へ進む。能代市に入って、秋田自動車道（琴丘能代道路）を立体交差したあと終点の国道7号交点に至る。

### 路線データ
- 総延長 : 9.821 km[2]
- 実延長 : 9.821 km[2]
- 起点 : 秋田県山本郡三種町豊岡金田字狐台10番1地先（金光寺交差点、秋田県道4号能代五城目線交点）[3]北緯40度7分21.05秒 東経140度4分39.19秒
- 終点 : 秋田県能代市寿域長根56番1地先（豊祥岱交差点、国道7号・秋田県道205号富根能代線交点）[3]北緯40度11分28.41秒 東経140度1分44.93秒
- 未供用区間 : なし[2]

## 歴史
- 1972年（昭和47年）3月30日 - 秋田県道に認定される[3]。
- 1990年（平成2年）1月19日 - 終点を能代市出戸本町123番1地先（出戸交差点 = 国道101号交点[4]）から同市寿域長根56番1地先（豊祥岱交差点 = 国道7号交点）に変更する[5]。
- 2003年（平成15年）3月28日 - 能代市浅内字此掛沢141番6地先から能代市河戸川字西堂前20番2地先までバイパス (2.134km) が供用開始する[6]。

## 路線状況

### 重複区間
- 秋田県道211号金光寺鵜川線（山本郡三種町豊岡金田字狐台・地内）、350メートル[2]

### 冬期閉鎖区間
- なし[7]

### 交通不能区間
- なし[8]

## 地理

### 交差する道路
| 施設名       | 接続路線名                      | 備考               | 所在地                                                         |
| ------------ | ------------------------------- | ------------------ | -------------------------------------------------------------- |
| 金光寺交差点 | 秋田県道4号能代五城目線         | 起点 県道211号起点 | 山本郡三種町豊岡金田字狐台                                     |
|              | 秋田県道211号金光寺鵜川線       |                    | 山本郡三種町豊岡金田字狐台北緯40度7分28.5秒 東経140度4分27.1秒 |
| 豊祥岱交差点 | 国道7号 秋田県道205号富根能代線 | 終点 県道205号終点 | 能代市寿域長根                                                 |

### 沿線の施設
- JR東日本 奥羽本線 北金岡駅（町道経由）